# Francis A. Bartlett
Francis Alonzo Bartlett (1882-1945 ) fue un eminente dendrólogo estadounidense, graduándose de la Massachusetts Agricultural College (hoy Universidad de Massachusetts en Amherst) en 1905 (que más tarde aceptó un doctorado honoris causa en esa alma mater).
Enseñó horticultura en el Hampton Institute en Virginia durante dos años antes de que un benefactor de la universidad lo convenciese de trasladarse al área de Nueva York, donde muchos valiosos árboles de sombra y ornamentales estaban disminuyendo y declinando. Bartlett aceptó el reto con la fundación de la F.A. Bartlett Tree Expert Company en 1907.
En 1913, el Dr. Bartlett estableció los Bartlett Arboretum and Gardens en su residencia en North Stamford, Connecticut como centro de entrenamiento de su compañía.
Hacia 1927, había suficiente trabajo científico en curso como para justificar la creación de los Laboratorios Bartlett Tree Research, localizado primero en North Stamford, y, desde 1965, en una gran propiedad en Charlotte, Carolina del Norte. Bartlett fue el primero en utilizar equipos de aerosoles para controlar las plagas del terreno, y desarrolló económicamente los primeros cableados y métodos ortopédicos prácticos para reforzar estructuralmente a árboles débiles.
No condundir con Joseph W. Bartlett del cual el "Bartlett Hall" en la Univ. de Massachusetts en Amherst es nombrado.
- La abreviatura «F.A.Bartlett» se emplea para indicar a Francis A. Bartlett como autoridad en la descripción y clasificación científica de los vegetales.[4]